# Kolumbusritter

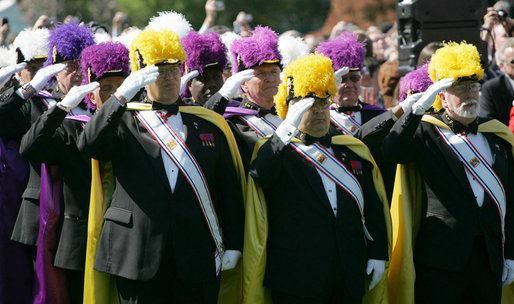
Kolumbusritter salutieren vor Papst Benedikt XVI. bei dessen Willkommensfeier vor dem Weißen Haus (2008)

Die Kolumbusritter (englisch Knights of Columbus) sind weltweit eine der größten römisch-katholischen Laienvereinigungen für Männer. Die Vereinigung mit Sitz in New Haven, Connecticut wurde im Jahr 1882 in den Vereinigten Staaten gegründet und ist nach dem Seefahrer und Entdecker Christoph Kolumbus benannt.
Die Kolumbusritter widmen sich Werken der christlichen Nächstenliebe, der Einheit und Brüderlichkeit, und fühlen sich dem Patriotismus verpflichtet. Sie haben mehr als 1,7 Millionen Mitglieder in 14.000 Räten (councils). 200 solcher Räte gibt es an den Hochschulen der Vereinigten Staaten. Die Vereinigung nimmt nur katholische Männer über 18 Jahre auf. Regionale Vereinigungen der Kolumbusritter gibt es außer in den Vereinigten Staaten in Kanada, Mexiko, der Karibik, Mittelamerika, den Philippinen, Guam, Saipan, Japan, Kuba und in Polen. Geistlicher Begleiter der Kolumbusritter (Supreme Chaplain) ist seit 2005 der Erzbischof von Baltimore, William E. Lori.

## Geschichte

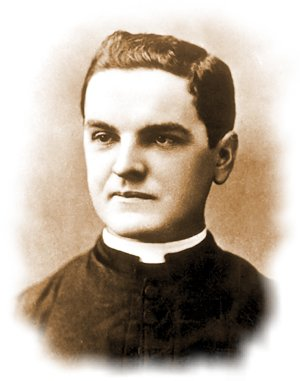
Der selige Father McGivney, der Gründer der Kolumbusritter

Die Kolumbusritter wurden von Father Michael J. McGivney, einem Priester irischer Abstammung, mit Männern aus seiner Pfarre St. Mary’s am 2. Oktober 1881 in New Haven (Connecticut) gegründet. In der Folge traten viele Irischamerikaner den Kolumbusrittern bei. Hauptzweck der Gemeinschaft war die gegenseitige Unterstützung der Katholiken. Fr. McGivney erkannte, was der frühe Tod des Hauptverdieners einer Familie für diese bedeuten konnte und wollte daher Mittel zur Unterstützung katholischer Witwen und Waisen sammeln. Er selbst hatte, als sein Vater starb, vorübergehend das Priesterseminar verlassen müssen. Fr. McGivney war der Ansicht, dass Katholizismus und Brüderlichkeit keineswegs unvereinbar seien. Zugleich sollten die Kolumbusritter eine Alternative für katholische Männer darstellen, die von den bereits bestehenden Fraternitäten und anderen Bruderschaften in der Regel nicht aufgenommen wurden (die überwiegende Anzahl lehnte eine Aufnahme von Katholiken und Juden ab).
Ursprünglich sollte die Organisation den Namen „Sons of Columbus“ tragen, James T. Mullen, der spätere erste Supreme Knight, entschied sich jedoch in Anlehnung an die Ideale des Rittertums für Knights of Columbus. Die Vereinigung wurde zehn Jahre vor dem 400. Jahrestag der Ankunft Kolumbus’ in der neuen Welt 1882 gegründet, zu einer Zeit, in der man erneut Interesse an dem genuesischen Entdecker zeigte. Indem sie dessen Namen annahmen, brachten die Kolumbusritter ihre Überzeugung zum Ausdruck, dass auch Katholiken vollwertige amerikanische Staatsbürger sein konnten. Zu den Einrichtungen der Kolumbusritter gehörten eine Versicherung für den Fall einer Erkrankung und eine Sterbekasse. Bereits nach einem Jahr hatten die Kolumbusritter in Connecticut 459 Mitglieder und Aufnahmeanträge aus vielen anderen Bundesstaaten.
Anfang des 20. Jahrhunderts kam es aufgrund von Gerüchten darüber, die Kolumbusritter hätten einen Eid abgelegt, Freimaurer und Protestanten auszurotten und sie, wie auch ihre Frauen und Kinder, zu häuten oder lebendig zu verbrennen, zur Verfolgung der Kolumbusritter durch den Ku-Klux-Klan. Das Gerücht nährte sich aus einem ähnlichen, das einige Jahrhunderte früher über die Jesuiten verbreitet worden war. Der Klan verbreitete aktiv und durch Druckwerke die Ansicht, Katholiken seien ausschließlich dem Papst zum Gehorsam verpflichtet und setzte eine Belohnung für jeden aus, der nachweisen könne, dass die Kolumbusritter im Verborgenen einen solchen Eid ablegten. Erst die Urteile verschiedener bundesstaatlicher Gerichtshöfe und des Obersten Gerichtshofs der Vereinigten Staaten setzten dem ein Ende.
In den letzten Jahren gehörte der Verein zu den Hauptspendensammlern in der römisch-katholischen Kirche für die Lebensrechtsbewegung und bei der Debatte um die Einführung gleichgeschlechtlicher Ehen in den Vereinigten Staaten.
Im Jahre 1997 eröffnete das Erzbistum Hartford auf diözesaner Ebene den Seligsprechungsprozess für den Gründer der Kolumbusritter, Fr. McGivney. Die Akten wurden im Jahre 2000 an den Heiligen Stuhl weitergeleitet; 2008 erkannte Papst Benedikt mit der Erhebung zum ehrwürdigen Diener den heroischen Tugendgrad Fr. McGivneys an. Am 31. Oktober 2020 wurde McGivney von Papst Franziskus seliggesprochen. Sein Gedenktag ist der 13. August. Die Seligsprechung McGivneys war die erste eines im Lande geborenen amerikanischen Priesters.

## Wappen, Schild und Farben

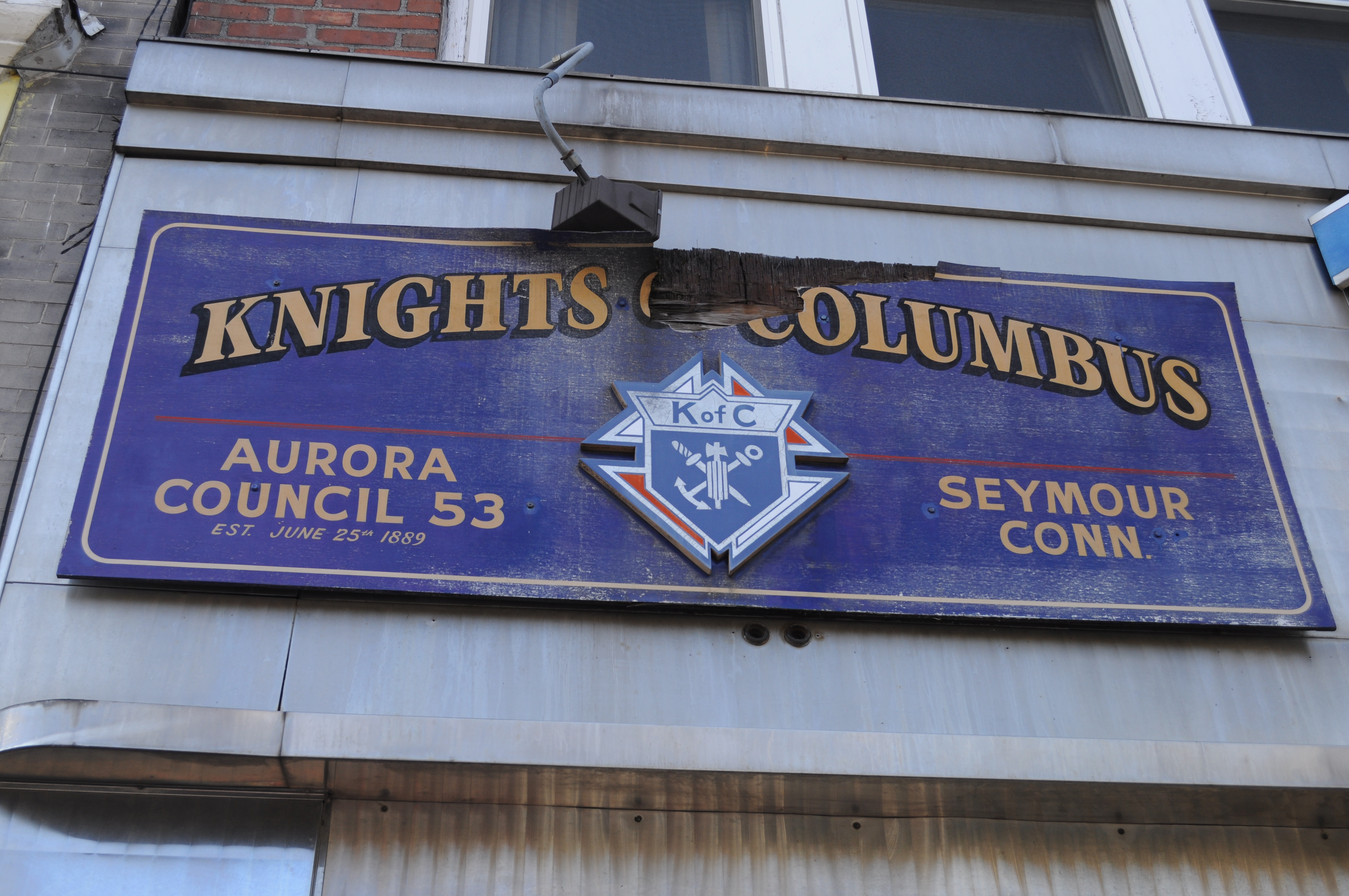
Schild mit dem Wappen der Kolumbusritter in Seymour (Connecticut)

Das Wappen zeigt ein Formée-Kreuz (ein abgewandeltes Tatzenkreuz), ein römisches Kurzschwert sowie Fasces und den Anker des Kolumbus. Der Schild erinnert an den Edelmut der Ritter. Der Wahlspruch lautet: In service to one. In service to all („Im Dienst für den einen; im Dienst für alle“). Die Farben der Kolumbusritter sind blau, violett, weiß und gelb.

## Grade
Die Knights of Columbus haben ein ausgefeiltes System von Graden und Stufen der Mitgliedschaft, das in vielem dem freimaurerischer Organisationen ähnelt.

## Berühmte Mitglieder
John F. Kennedy, der 35. Präsident der Vereinigten Staaten, zählt zu den berühmtesten Mitgliedern der Vereinigung. Auch sein Bruder Ted Kennedy gehörte den Kolumbusrittern an. Andere bekannte Mitglieder waren die Baseball-Legende Babe Ruth oder der Priester Stuart Long, der durch den 2022 erschienenen Kinofilm Father Stu, in dem er von Mark Wahlberg gespielt wurde, größere Bekanntheit erlangte. 